# Fire (film, 1996)
Pour les articles homonymes, voir Fire.
Pour plus de détails, voir Fiche technique et Distribution.
Fire (फायर) est un film dramatique indo-canadien, réalisé par Deepa Mehta, sorti en 1996. Fire est le premier volet de La Trilogie des éléments suivi par Earth et Water.
Il s'agit d'une adaptation fidèle du roman d'Ismat Chughtai, Le Quilt, écrit en 1941.
Ce film aborde le thème de l'homosexualité féminine et de la liberté d'expression en Inde,.

## Synopsis
À New Delhi, Radha (Shabana Azmi), mariée à Ashok (Kulbhushan Kharbanda), doit s'occuper de sa belle-mère handicapée, Biji (Kushal Rekhi). Mais Ashok décide de renoncer à toute vie sexuelle et ne touche plus Radha.
Le frère d'Ashok, Justin (Jaaved Jaaferi), épouse la jeune et moderne Sita (Nandita Das) lors d'un mariage arrangé, mais il aime en secret une sino-indienne, Julie (Alice Poon). Délaissées par leurs époux, Radha et Sita se rapprochent de plus en plus.

## Fiche technique
Sauf indication contraire, les informations mentionnées dans cette section peuvent être confirmées par la base de données cinématographiques IMDb,  présente dans la section « Liens externes ».
- Titre : Fire
- Titre original : फायर
- Réalisation : Deepa Mehta
- Scénario : Deepa Mehta, d'après un roman d'Ismat Chughtai, Le Quilt
- Direction artistique : Sunil Chhabra
- Costumes : Neelam Mansingh Chowdhury, Anju Rekhi
- Photographie : Giles Nuttgens (en)
- Montage : Barry Farrell
- Musique : A.R. Rahman
- Production : Deepa Mehta, Bobby Bedi
- Sociétés de production : Trial by Fire Films Inc., Kaleidoscope Entertainment
- Sociétés de distribution : Seville Pictures, Haut et Court, New Yorker Films
- Budget de production : 48 000 000 $
- Pays d'origine :  Canada,  Inde
- Langues : Anglais, hindi
- Format : Couleurs - 2.35 : 1 - 35 mm Son DTS Dolby Digital SDDS
- Genre : Drame, romance
- Durée : 108 minutes (1 h 48) (version anglaise), 104 minutes (1 h 44) (version américaine)
- Dates de sorties en salles :
  - France : 28 janvier 1998
  - Canada : 6 septembre 1996
  - Inde : 5 novembre 1998

## Distribution
- Nandita Das : Sita
- Shabana Azmi : Radha
  - Karishma Jhalani : Radha, enfant
- Jaaved Jaaferi : Justin
- Kushal Rekhi : Biji
- Kulbhushan Kharbanda : Ashok
- Ranjit Chowdhry : Mundu
- Alice Poon : Julie
- Ram Gopal Bajaj : Swamiji
- Ravinder Happy : homme dans la boutique
- Devyani Saltzman : fille dans la boutique
- Kabir Chowdhury : garçon dans la boutique
- Sunil Chabra : le livreur de lait
- Avijit Dutt : le père de Julie
- Shasea Bahadur : le frère de Julie
- Meher Chand : la déesse Sita
- Bahadur Chand : le dieu Ram
- Laurence Côte : touriste française

## Autour du film

### Anecdotes
- Dès sa sortie, Fire fut censuré à Singapour et au Kenya.

### Critiques
En regard du box-office, Fire a reçu des critiques très positives. Le film obtient 87 % d'avis positif sur Rotten Tomatoes, sur la base de 23 commentaires collectées. Sur le site Metacritic, il obtient une note favorable de 64/100, sur la base de 14 critiques collectées, ce qui lui permet d'obtenir le label « Avis généralement favorables ».

« Fire n'est pas une pâtisserie dégoulinante, mais une œuvre contemporaine sans fioritures qui met à nu certaines des survivances et contradictions douloureuses de l'Inde moderne. »

— Vincent Ostria, Les Inrocks, 30 novembre 1997.

### Controverses
Le film a été violemment critiqué en Inde. Ses opposants lui ont entre autres reproché son approche de l'érotisme entre femmes, qu'ils estiment contraire à la religion hindouiste et provenant d'une culture étrangère. De nombreuses salles ont été saccagées lors de la projection du film. Ces attaques ont suscité des réactions de défense de la tolérance et de la liberté d'expression,. Il fut ressortit en 1999 sans être censuré, et on considère qu'il a rendu visibles les lesbiennes en Inde.

## Distinctions
- Entre 1996 et 1997, Fire a été sélectionné huit fois dans diverses catégories et a remporté sept récompenses[9].

### Récompenses et nominations
| Année | Cérémonie                                              | Prix                                                                        | Lauréat      |
| ----- | ------------------------------------------------------ | --------------------------------------------------------------------------- | ------------ |
| 1996  | Festival international du film de Chicago              | Lauréate du Silver Hugo de la meilleure actrice                             | Shabana Azmi |
| 1996  | Festival international du film de Mannheim-Heidelberg  | Lauréate du Prix Mannheim-Heidelberg spécial de reconnaissance              | Deepa Mehta  |
| 1996  | Festival international du film de Mannheim-Heidelberg  | Nomination du Prix international de critique du film                        | Deepa Mehta  |
| 1996  | Festival international du film de Vancouver            | Lauréat du Meilleur film canadien                                           | Deepa Mehta  |
| 1997  | Festival international de films de femmes de Barcelone | Lauréat du Prix d'audience du film de fiction                               | Fire         |
| 1997  | Outfest                                                | Lauréat du Prix d'audience de la meilleure narration dans un long métrage   | Deepa Mehta  |
| 1997  | Outfest                                                | Lauréate du Prix du Grand Jury de la meilleure actrice dans un long métrage | Shabana Azmi |
| 1997  | Verona Love Screens Film Festival                      | Lauréate du meilleur film                                                   | Deepa Mehta  |

### Sources et bibliographie
- (en) Gayatri Gopinath, Impossible Desires : Queer Diasporas and South Asian Public Cultures (Perverse Modernities), Duke University Press, 2005, 264 p.  (ISBN 978-0822335139)